# Guranabad
Guranabad (pers. گوران اباد) – wieś w Iranie, w ostanie Azerbejdżan Zachodni. W 2006 roku  liczyła 101 mieszkańców w 17 rodzinach.